# Vallargärdet
Vallargärdet est une localité de Suède dans la commune de Karlstad située dans le comté de Värmland.
Sa population était de 588 habitants en 2019.